# میریام لانشتاین
میریام لانشتاین (آلمانی: Miriam Lahnstein؛ زادهٔ ۹ اوت ۱۹۷۴) بازیگر اهل آلمان است.
از فیلم‌ها یا مجموعه‌های تلویزیونی که وی در آن‌ها نقش داشته است، می‌توان به عشق ممنوعه اشاره نمود.